# Notker II.
Notker II. (* um 900; † 12. November 975 in St. Gallen) war Benediktinermönch. Zur Unterscheidung trägt er auch die Beinamen Medicus, Physicus bzw. der Arzt und Piperisgranum bzw. Pfefferkorn.
Er war der Tradition nach ein berühmter Arzt und Maler des Benediktinerklosters in St. Gallen. Er schmückte die dortige Klosterkirche und mehrere Handschriften mit Gemälden, schrieb verschiedene lateinische Verse und stand wegen seiner Kenntnis der Arzneikunde am Hof Kaiser Ottos I. in besonderem Ansehen.
Bekannt war er für die besonders strenge Auslegung der Ordensregeln Benedikts, was ihm den Beinamen „Pfefferkorn“ einbrachte.